# 제20지원단
제20지역지원단(20th Support Group)는 한반도에서 지역별로 전투근무지원을 맡았던 주한 미군 육군의 지원단이였다. 표어는 "Carrying the load to win→이기기 위해 짐을 싣는다."

## 역사
처음에 1965년 11월 20일에 정규군 계열 제20종합지원단으로서 재정되어 대한민국 대구에서 활동하였다가, 1973년 6월 29일에 해산하였다.
다시 1985년 8월 16일에 대구에서 재소집되었고 제5지역인 대구와 경상북도 안의 시설 관리와 기지 작전 지원을 맡고 있다가, 1990년에 기지 작전의 한반도 광역 재조직화에 따라 제19지원단에게 제4지역 임무를 넘기고, 9월 6일에 부산을 중심으로 한 제7지역의 임무를 부여받아 캠프 하야리아와 그 외 시설을 관리하였다. 1991년 5월 4일에 제20지원단로 개명되었다. 이후, 캠프 하야리아의 토지가 대한민국 정부로 반환되자, 2006년 6월에 해체되었다.

## 부대
- 제23화학대대 - 캠프 하야리아
- 제4병참분견대 (공수) - 캠프 하야리아

## 역대 단장
| 계급 | 성명                       | 취임일          | 이임일          |
| ---- | -------------------------- | --------------- | --------------- |
| 대령 | Herbert N. Meininger       | 1985년 3월      | 1986년 7월      |
| 대령 | Gary A. Frenn              | 1986년 7월      | 1988년 7월      |
| 대령 | Michael R. Devine          | 1988년 7월      | 1990년 6월      |
| 대령 | Francis N. Pitaro          | 1990년 6월      | 1992년 6월      |
| 대령 | Richard B. Gilmore         | 1992년 6월      | 1994년 6월      |
| 대령 | Larry D. Leighton          | 1994년 6월      | 1996년 3월      |
| 대령 | Philip M. Jones            | 1996년 3월      | 1996년 7월      |
| 대령 | Redding Hobby              | 1996년 7월 22일 | 1998년 7월 22일 |
| 대령 | Clarence C. Newby          | 1998년 7월 22일 | 2000년 7월 12일 |
| 대령 | Russell A. Bucy            | 2000년 7월 12일 | 2002년 7월 10일 |
| 대령 | Ronald F. McDonald the 3rd | 2002년 7월 10일 | 2004년 7월 8일  |

## 기록

### 소속
1. 제8군 지원사령부, 1965년
2. 한국지원사령부(KORSCOM), 1970년
3. 제19원정지원사령부, 1985년

### 계보
- 1965년 11월 20일, Headquarters and Headquarters Company, 20th General Support Group
정규군에 배정됨.
→제20종합지원단, 본부 및 본부중대
- 1985년 8월 16일, 20th Area Support Group
→제20지역지원단
- 1991년 5월 4일, 20th Support Group
→제20지원단

## 같이 보기
- 제19원정지원사령부
- 제23지원단
- 제34지원단

## 참고
- “20th Area Support Group”. 《globalsecurity.org》 (영어). 2023년 8월 15일에 확인함.